# Citroën C-AirLounge
Der Citroën C-AirLounge war ein Konzeptfahrzeug das Citroën 2003 auf der Internationalen Automobil-Ausstellung Frankfurt präsentierte. Die Großraumlimousine basierte auf dem zeitgenössischen Citroën C5. Geplant war damals ein größeres Modell oberhalb des Citroën Xsara Picasso in die Modellpalette zu integrieren. Der C-AirLounge sollte hier einen ersten Ausblick geben und die zukünftige Designlinie bei Citroën-Vans darstellen. Besonders hervorstechend war dabei der niedrige Luftwiderstandsbeiwert von nur 0,26 trotz eines vollwertigen Vans mit 5 und optional 7 Sitzplätzen. Eine Besonderheit war die Panorama-Windschutzscheibe die bis in das Dach hineinragte und den Blickwinkel erweiterte. Dabei kam eine Jalousie als Blendschutz herausgezogen zum Einsatz. Um Platz auf den vorderen Plätzen zu schaffen, gab es eine elektrische Parkbremse und ein automatisiertes und elektrohydraulisches Sechsgang-Schaltgetriebe mit Schaltwippen am Lenkrad, wodurch Schalt- und Handbremshebel entfielen. Das Lenkrad hatte eine feststehende Lenkradnabe. Zum Einsatz kam auch die elektronisch gesteuerte Hydractive Federung der neuesten Generation sowie die damals noch in Erprobung befindlichen MichelinA Eole Leichtlaufreifen.
Letztlich aber entschied sich Citroën keine eigene Baureihe in der Van-Mittelklasse zu bauen. Zu hoch war die Gefahr das diese hauptsächlich potenzielle Käufer des Citroën C8 finden würde und die Produktion sich nicht lohnen würde. Stattdessen entschied man sich, wie die meisten anderen Hersteller, für eine zusätzliche verlängerte und mit mehr Sitzplätzen und Raum erhältliche Version des geplanten Xsara Picasso Nachfolgemodell Citroën C4 Picasso.
Bei dem seit 2006 gebautem, als Citroën Grand C4 Picasso bekanntem, Modell wurde das Innenraumkonzept sowie Technik weitgehend übernommen.